# Hala OSiR I w Zawierciu
Hala OSiR I – hala sportowa, znajdująca się w Zawierciu przy ulicy Moniuszki 10.

## Historia
W 1961 roku w Zawierciu został powołany komitet budowy ośrodka sportowo-wypoczynkowego, do którego należeli m.in. dyrektorzy zakładów pracy z powiatu zawierciańskiego. Autorem projektu ośrodka był Zbigniew Łojewski. W pierwszej kolejności wybudowano basen, a w 1966 roku oddano do użytku Stadion 1000-lecia Państwa Polskiego.
W 1964 roku pojawiły się opinie o potrzebie budowy hali, która dopełniłaby kompleks sportowy. Projekt hali wykonali specjaliści z Politechniki Śląskiej. Kamień węgielny pod budowę obiektu wmurował Marian Bartolewski. Hala została wybudowana w ramach czynu społecznego przez brygadę budowlaną pod przewodnictwem Ryszarda Kubisy. 
Obiekt został oddany do użytku 27 kwietnia 1968 roku. Składała się na nią hala sportowa o wymiarach 36×18 m z pojemnością 800 miejsc + 400 dostawnych. Obiekt był wyposażony w udogodnienia, takie jak sala treningowa, szatnie, natryski, sale odnowy biologicznej, część hotelowa (Dom Sportu i Turystyki), kawiarnia i magazyny.
W hali co roku organizowano mistrzostwa Polski oldbojów w futsalu. Mecze rozgrywały w niej m.in. Viret Zawiercie i siatkarska drużyna Warty Zawiercie.
W 2006 roku hali nadano patronat Mariana Bartolewskiego.